# یاکوب هولوواتسکی
یاکوب هولوواتسکی (اوکراینی: Яків Федорович Головацький؛ ۱۷ اکتبر ۱۸۱۴ – ۱۳ مهٔ ۱۸۸۸) انسان‌شناس، زبان‌شناس، شاعر، روزنامه‌نگار، مؤلف (پدیدآور)، استاد، نویسنده، سیاستمدار، تاریخ‌نگار، و کشیش اهل امپراتوری اتریش بود.